# Arantia congensis
Arantia congensis är en insektsart som beskrevs av Griffini 1908. Arantia congensis ingår i släktet Arantia och familjen vårtbitare. Inga underarter finns listade i Catalogue of Life.